# Muziekgebouw aan 't IJ
Muziekgebouw aan 't IJ er et koncerthus i Amsterdam, Holland. Det hollandske ord "Muziekgebouw" betyder direkte oversat musikbygning. Grundet bygningens meget gode akustik, anses Muziekgebouw for et af de tre bedste koncerthuse i verden.

## Eksterne links
- Hjemmeside for Muziekgebouw aan 't IJ Arkiveret 7. juli 2015 hos  Wayback Machine

52°22′42″N 4°54′47″Ø / 52.3783°N 4.9131°Ø